# Browning (inslagkrater)
Browning is een inslagkrater op de planeet Venus. Browning werd in 1985 genoemd naar de Britse dichteres Elizabeth Barrett Browning (1806-1861).
De krater heeft een diameter van 23,4 kilometer en bevindt zich in het quadrangle Bereghinya Planitia (V-8).